# Spinotarsus leptoproctus
Spinotarsus leptoproctus är en mångfotingart som först beskrevs av Filippo Silvestri 1897.  Spinotarsus leptoproctus ingår i släktet Spinotarsus och familjen Odontopygidae. Inga underarter finns listade i Catalogue of Life.